# Gabriel Orozco
Gabriel Orozco, né le 27 avril 1962 à Xalapa, est un artiste contemporain mexicain postminimaliste,.

## Biographie
Orozco est né en 1962 à Veracruz, au Mexique, de l'union de Cristina Félix Romandía et de Mario Orozco Rivera, peintre de peintures murales et professeur d'art à l'université de Veracruz. 
Quand Orozco avait six ans, sa famille a déménagé dans le quartier San Ángel de Mexico afin que son père puisse travailler avec l'artiste David Alfaro Siquieros sur diverses commandes de peintures murales. Son père l'emmena à des expositions dans des musées et pour travailler avec lui. Au cours de cette période, Orozco entendit de nombreuses conversations sur l'art et la politique.
Orozco a étudié à la Escuela Nacional de Artes Plásticas entre 1981 et 1984, mais a jugé le programme trop conservateur. En 1986, il a déménagé à Madrid et s'est inscrit au Circulo de Bellas Artes. Là, ses instructeurs lui ont présenté un large éventail d'artistes de l'après-guerre travaillant dans des formats non traditionnels desquels il s'est par la suite inspiré en s'en éloignant ou en adoptant une méthode de travail similaire.  

## Travail
Orozco est dit "artiste du monde" sans atelier fixe. En effet, la plupart de ses œuvres sont inspirées de ses voyages et le thème du déplacement est donc fondamental.  
Cette idée est développée dans l’œuvre Turista Maluco de 1991, installation fondée sur une expérience de collecte dans un marché. Une fois, les commerçants partis, il a disposé une orange sur chaque étal, s'inspirant du lieu, un espace de commerce, d'échange et de communication. 
Orozco s'inspire du quotidien et de ce qui l'entoure, il développe donc des œuvres d'art autour de la relation entre le paysage urbain et le corps humain, la poésie du hasard, de l'infiniment petit et l'infiniment grand et la place de l'homme dans la société actuelle. « L’un des thèmes importants de ma démarche est la prise en compte de l’échelle humaine au regard de celle de l’environnement naturel comme de la société, et de l’interaction qui en découle. »
En 1993, il crée DS, une voiture réduite en son milieu du tiers de ses dimensions originales. Jouant toujours sur l'idée du déplacement, de ses moyens... il crée en 1994 Four Bicycles (there is always one direction), quatre vélos assemblés, leur enlevant ainsi toute utilité. En 1995, il photographie sa Scwalbe jaune (mobylette) à côté d'une autre équivalente Until you find another yellow Schwalbe. La même année, il réalise Habemus vespam, un scooter en pierre de la marque italienne Vespa et la formulation latine qui annonce l'élection d'un nouveau Pape. Il manie donc avec humour religion et société de consommation.
Entre 2000-2005, il réalise ses Working Tables sur lesquelles sont accumulés des objets dont les liens reposent sur des matériaux, des grammes chromatiques... Il s'agit d'une forme de représentation concrète de la pensée fragmentée de l'artiste. 
Rapidement, il utilise la photographie qu'il associe à d'autres matériaux, modifier, découper, assembler, comme sur ses Working Tables notamment avec l’œuvre Atomist: Asprilla, Atomists series, 1996. Il s'en sert également comme un outil de travail, afin de rendre compte de certaines de ses œuvres et expériences artistiques comme pour My Hands Are My Heart, 1991. Il dit notamment : « J’ai utilisé la photographie à l’époque où j’explorais les matériaux et les objets autour de moi, sans penser à la photographie comme solution conceptuelle spécifique. J’essayais simplement d’explorer ces objets. […] Il est important pour moi que mon œuvre soit un « sous-produit », un amoncellement de situations spécifiques. C’est probablement pour cela que je ne peux pas dissocier la photographie de ma pratique sculpturale. »

## Œuvres
- Mis manos son mi corazon (1991)
- Turista Maluco (1991)
- Breath on piano (1993)
- Horses Running Endlessly, (1995)
- Oval Billiard Table (1998)
- 6 Mesas de trabajo (Tables de travail), 1990-2000, MNAM, Paris.
- La DS (1993)
- Working Tables (2000 - 2005), MoMA.
- Mobile Matrix (2006)
- Visible Labor (2015), installation, Venise.
- Atomist: Asprilla, Atomists series, 1996.